# Liste der Naturdenkmale in Zittau

Gliederung der Stadt Zittau

Die Liste der Naturdenkmale in Zittau umfasst Naturdenkmale der sächsischen Großen Kreisstadt Zittau.

## Definition
„Naturdenkmäler sind rechtsverbindlich festgesetzte Einzelschöpfungen der Natur oder entsprechende Flächen bis zu fünf Hektar, deren besonderer Schutz erforderlich ist
1. aus wissenschaftlichen, naturgeschichtlichen oder landeskundlichen Gründen oder
2. wegen ihrer Seltenheit, Eigenart oder Schönheit.“

„§ 18 – Naturdenkmäler – (zu § 28 BNatSchG)
(1) Die Erklärung nach § 22 Abs. 1 BNatSchG von Teilen von Natur und Landschaft als Naturdenkmal erfolgt durch Rechtsverordnung oder Einzelanordnung.
(2) Über § 28 Abs. 1 BNatSchG hinaus können Naturdenkmäler zur Sicherung von Lebensgemeinschaften oder Lebensstätten von im Bestand gefährdeten oder streng geschützten Arten festgesetzt werden.“

## Liste
Diese Auflistung unterscheidet zwischen Flächennaturdenkmalen (FND) mit einer Fläche bis zu 5 ha (bei Verordnung nach DDR-Recht auch mehr) und Einzel-Naturdenkmalen (ND).
| Bild                          | Bezeichnung                                         | Lage                                                         | Beschreibung                                                     | Datum     | Nummer |
| ----------------------------- | --------------------------------------------------- | ------------------------------------------------------------ | ---------------------------------------------------------------- | --------- | ------ |
| BW                            | Kiefernwald am Mückenheideweg                       | Hartau (50° 49′ 24″ N, 14° 47′ 48,7″ O)                      | FND (1,3 ha)                                                     |           |        |
| BW                            | Schülerbusch                                        | Pethau (50° 54′ 30,3″ N, 14° 45′ 26,7″ O)                    | FND (2,9 ha)                                                     |           |        |
| Fotos hochladen               | Stiel-Eiche an der Hauptstraße 40a                  | Pethau (50° 54′ 3,8″ N, 14° 45′ 50,1″ O)                     | ND                                                               |           |        |
| BW                            | Weymouthskiefer am Kieferngrundweg                  | Hartau (50° 50′ 13,2″ N, 14° 47′ 56,4″ O)                    | ND                                                               |           |        |
| BW                            | Stiel-Eiche an der Hauptstraße 54                   | Wittgendorf (50° 56′ 24″ N, 14° 50′ 56,2″ O)                 | ND                                                               |           |        |
| mehr Fotos \| Fotos hochladen | Stiel-Eiche an der Äußeren Weberstraße 57           | Zittau (50° 53′ 55,3″ N, 14° 47′ 27,5″ O)                    | ND                                                               |           |        |
| BW                            | Henkerteich                                         | Zittau (50° 52′ 10,6″ N, 14° 48′ 15,1″ O)                    | FND (3,7 ha)                                                     |           |        |
| BW                            | Hangwald an der Teufelsnase                         | Rosenthal (50° 57′ 56,2″ N, 14° 54′ 2,4″ O)                  | FND (2,4 ha)                                                     |           |        |
| mehr Fotos \| Fotos hochladen | Stubben eines tertiären Mammutbaumes                | Zittau (50° 53′ 55,9″ N, 14° 48′ 23,6″ O)                    | ND                                                               |           |        |
| BW                            | Stiel-Eiche an der Hauptstraße 127                  | Wittgendorf (50° 56′ 37″ N, 14° 50′ 9,9″ O)                  | ND                                                               |           |        |
| mehr Fotos \| Fotos hochladen | Platane an der Krokuswiese                          | Zittau (50° 53′ 47,5″ N, 14° 48′ 42,3″ O)                    | ND                                                               |           |        |
| BW                            | Feldgehölz am Markebach                             | Drausendorf und Wittgendorf (50° 54′ 59″ N, 14° 50′ 49,1″ O) | FND (0,4 ha)                                                     |           |        |
| BW                            | Winter-Linde an der Lückendorfer Straße 16          | Zittau (50° 51′ 54,5″ N, 14° 48′ 6,7″ O)                     | ND                                                               |           |        |
| Fotos hochladen               | Rosskastanie am Dr.-Curt-Heinke-Museum              | Zittau (50° 53′ 51,9″ N, 14° 48′ 25,9″ O)                    | ND                                                               |           |        |
| BW                            | Stiel-Eiche am Buchberg                             | Dittelsdorf (50° 57′ 49,2″ N, 14° 50′ 36,2″ O)               | ND                                                               |           |        |
| BW                            | Stiel-Eiche an Kunacks Wäldchen                     | Schlegel (50° 58′ 13,1″ N, 14° 52′ 29,2″ O)                  | ND                                                               |           |        |
| BW                            | Stiel-Eiche in der Mönchsgasse 1                    | Schlegel (50° 58′ 48,4″ N, 14° 52′ 28,8″ O)                  | ND                                                               |           |        |
| BW                            | Hangwald und Aue am Unterlauf der Saupantsche       | Rosenthal (50° 58′ 12,7″ N, 14° 54′ 4,9″ O)                  | FND (1,4 ha)                                                     |           |        |
| BW                            | Kiefernwald am Kreuzbuchenweg                       | Hartau (50° 49′ 35,3″ N, 14° 47′ 48,7″ O)                    | FND (2,6 ha)                                                     |           |        |
| Fotos hochladen               | Hangwald und Bachaue am Kemmlitzbach                | Dittelsdorf (50° 57′ 31,4″ N, 14° 53′ 11,2″ O)               | FND (2,9 ha)                                                     |           |        |
| BW                            | Winter-Linde an der Hauptstraße 181 (Riedels Linde) | Wittgendorf (50° 56′ 57,2″ N, 14° 49′ 57″ O)                 | ND                                                               |           |        |
| BW                            | Stiel-Eiche an der Äußeren Weberstraße 71           | Zittau (50° 53′ 55,1″ N, 14° 47′ 18,4″ O)                    | ND                                                               |           |        |
| BW                            | Platane an der Theodor-Körner-Allee 16              | Zittau (50° 53′ 36,5″ N, 14° 48′ 19″ O)                      | ND                                                               |           |        |
| mehr Fotos \| Fotos hochladen | Pethauer Teich im Westpark                          | Zittau (50° 53′ 49,4″ N, 14° 46′ 32″ O)                      | FND (1,5 ha)                                                     |           |        |
| BW                            | Gehölz am Hopfenberg                                | Wittgendorf (50° 56′ 28,4″ N, 14° 51′ 0,6″ O)                | FND (1,7 ha)                                                     |           |        |
| BW                            | Oberer Buchberg                                     | Wittgendorf (50° 57′ 58,7″ N, 14° 50′ 30,9″ O)               | FND (3,5 ha)                                                     |           |        |
| BW                            | Rosskastanie an der Pfarrstraße 14                  | Zittau (50° 53′ 53,5″ N, 14° 48′ 26″ O)                      | ND                                                               |           |        |
| BW                            | Granitsteinbruch Rosenthal                          | Rosenthal (50° 57′ 35,4″ N, 14° 53′ 16,8″ O)                 | ND                                                               |           |        |
| mehr Fotos \| Fotos hochladen | Drei Teiche auf dem Kummersberg                     | Zittau (50° 54′ 10,9″ N, 14° 46′ 51,1″ O)                    | FND (1,7 ha)                                                     |           |        |
| BW                            | Platane am Theaterring                              | Zittau (50° 53′ 55,6″ N, 14° 48′ 39,8″ O)                    | ND                                                               |           |        |
| BW                            | Rosskastanie an der Äußeren Weberstraße 84          | Zittau (50° 53′ 58,7″ N, 14° 46′ 44,5″ O)                    | ND                                                               |           |        |
| BW                            | Adamstein                                           | Rosenthal (50° 57′ 33″ N, 14° 53′ 47,4″ O)                   | ND                                                               |           |        |
| BW                            | Basaltdurchbruch am Mandauknie                      | Pethau (50° 54′ 21,7″ N, 14° 45′ 20,2″ O)                    | ND                                                               |           |        |
| BW                            | Stiel-Eiche an der Burgmühle                        | Zittau (50° 53′ 50,2″ N, 14° 47′ 13,3″ O)                    | ND                                                               |           |        |
| BW                            | Unterer Buchberg                                    | Wittgendorf (50° 58′ 9,5″ N, 14° 50′ 43,4″ O)                | FND (3,4 ha)                                                     |           |        |
| BW                            | Hang am Dittelsdorfer Bach                          | Hirschfelde (50° 57′ 23,9″ N, 14° 53′ 9,7″ O)                | FND (0,3 ha)                                                     |           |        |
| BW                            | Wiese an den Schlegler Teichen                      | Burkersdorf (50° 58′ 30,8″ N, 14° 50′ 31,7″ O)               | FND (0,6 ha)                                                     |           |        |
| mehr Fotos \| Fotos hochladen | Stiel-Eiche am Pethauer Teich                       | Zittau (50° 53′ 46,5″ N, 14° 46′ 34,4″ O)                    | ND                                                               |           |        |
| BW                            | Ostteil der Hartauer Lache                          | Hartau (50° 51′ 47,9″ N, 14° 48′ 38,8″ O)                    | FND (0,9 ha)                                                     |           |        |
| BW                            | Queißers Steinbruch                                 | Dittelsdorf (50° 57′ 19,8″ N, 14° 50′ 35,8″ O)               | FND (1,3 ha)                                                     |           |        |
| Fotos hochladen               | Stiel-Eiche auf dem Friedhof (Gedenkeiche)          | Dittelsdorf (50° 57′ 17″ N, 14° 52′ 28,1″ O)                 | ND                                                               |           |        |
| BW                            | Mäander am Unterlauf des Dorfbaches                 | Drausendorf (50° 55′ 46,3″ N, 14° 51′ 53,7″ O)               | FND (0,7 ha)                                                     |           |        |
| BW                            | Hang an der Flachsspinnerei                         | Hirschfelde (50° 57′ 14,6″ N, 14° 53′ 23,8″ O)               | FND (0,7 ha)                                                     |           |        |
| BW                            | Winter-Linde am Angel 3                             | Dittelsdorf (50° 57′ 10,9″ N, 14° 52′ 17,4″ O)               | ND                                                               |           |        |
| BW                            | Ginkgo an der Äußeren Weberstraße 84                | Zittau (50° 53′ 59,5″ N, 14° 46′ 42,6″ O)                    | ND aufgehoben, Schutzwürdigkeit nach § 28 ist nicht mehr gegeben | 2000–2020 |        |